# Zouaïa
Zouaïa (en versió francesa, que és la més corrent, transliterat de l'àrab com zuaya, també escrit Zuaia, Zouaya, etc.) fou el nom general de les tribus marabútiques del Magreb també anomenades tolba (plural tolbes). Aquestes tribus, fraccions, grups i bandes, eren d'origen amazic i no podien competir militarment amb els hàssan o guerrers (àrabs) i van trobar la seva escapatòria en la religió i el pacifisme; mai portaven armes i els seus membres dedicats a l'estudi i l'oració eren anomenats marabuts, una mena de frares. Socialment eren una classe social per sota dels hàssan i per damunt dels zenaga.